# Xã Fountain Green, Quận Hancock, Illinois
Xã Fountain Green (tiếng Anh: Fountain Green Township) là một xã thuộc quận Hancock, tiểu bang Illinois, Hoa Kỳ. Năm 2010, dân số của xã này là 288 người.